# Tsumetai umi/Start in my life
Tsumetai umi/Start in my life (jap. 冷たい海／Start in my life) – siódmy singel japońskiej piosenkarki Mai Kuraki, wydany 7 lutego 2001 roku. Utwór Start in my life został użyty jako 11 ending (odc. 219–232) anime Detektyw Conan. Singel osiągnął 2 pozycję w rankingu Oricon i pozostał na liście przez 13 tygodni, sprzedał się w nakładzie 356 310 egzemplarzy. Singel zdobył status platynowej płyty.

## Lista utworów
| Nr | Tytuł                                                | Słowa                      | Kompozycja                                    | Aranżacja                                                                | Czas |
| -- | ---------------------------------------------------- | -------------------------- | --------------------------------------------- | ------------------------------------------------------------------------ | ---- |
| 1. | "Tsumetai umi" (jap. 冷たい海)                       | Mai Kuraki                 | Aika Ōno                                      | Cybersound                                                               | 4:40 |
| 2. | "Start in my life"                                   | Mai Kuraki                 | Aika Ōno                                      | Cybersound                                                               | 5:09 |
| 3. | "NEVER GONNA GIVE YOU UP ~Never Never Land mix one~" | Mai Kuraki, Michael Africk | Michael Africk, Miguel Sá Pessoa, Perry Geyer | M. Africk, M. Sá Pessoa, P. Geyer Remixed by Perry Geyer, Michael Africk | 5:38 |
| 4. | "Tsumetai umi" (jap. 冷たい海) (Instrumental)        |                            | Aika Ōno                                      | Cybersound                                                               | 4:40 |
| 5. | "Start in my life" (Instrumental)                    |                            | Aika Ōno                                      | Cybersound                                                               | 5:09 |